# (7499) L’Aquila
(7499) L’Aquila (1996 OO2) – planetoida z pasa głównego asteroid okrążająca Słońce w ciągu 5 lat i 217 dni w średniej odległości 3,15 j.a. Została odkryta 24 lipca 1996 roku.